# Wikiloops
wikiloops ist ein Online-Musikdienst und eine Plattform für kollaboratives Musizieren. Registrierte Musiker können dort einzelne Tonspuren eines selber eingespielten Instruments hochladen. Auf Basis dieser Tonspuren können andere Nutzer aufgenommene Musikstücke noch fehlender Instrumente hinzufügen, sodass eine neue Komposition entsteht.

## Geschichte
Im April 2011 wurde die Plattform von Richard Kaiser als Hobbyprojekt in der Eifel gegründet. Die Idee hinter dem Angebot ist es, über das Internet mit anderen Musikern in Kontakt zu treten und im Rahmen einer digitalen Jam-Session gemeinschaftlich Musik zu produzieren. Die Seite richtet sich an Musiker verschiedener Genres und Fähigkeitslevel und bietet die Möglichkeit mit Menschen aus unterschiedlichen Ländern zu jammen. Seit dem Start des Angebots ist sowohl die Zahl der Nutzer als auch die verfügbaren Tracks kontinuierlich angestiegen. Inzwischen hat wikiloops.com nach eigenen Angaben 51.000 registrierte Nutzer, die auf ein Repertoire von 100.000 Tracks zurückgreifen können (Stand Januar 2018).

## Funktionen
Die Kernfunktion von wikiloops.com ist der Austausch von eingespielten Musikstücken, die von einzelnen Nutzern aufgenommen und hochgeladen werden. Diese Vorlagen können andere Musiker verwenden, indem sie Aufnahmen von einem oder mehreren Instrumenten ergänzen. Ergebnis dieser musikalischer Zusammenarbeit ist ein sogenannter Remix.
Der User kann mit Hilfe einer Suchmaschine nach verschiedenen Kriterien wie Genre, Instrument, Takt-Art oder Tempo filtern und für sich geeignete Jam-Tracks auswählen, die als kostenlose Audiostreams ohne Werbeunterbrechung abrufbar sind. Das Interface von wikiloops.com richtet sich speziell an übende Musiker. Demnach werden zum Beispiel abgespielte Tracks automatisch von vorne gestartet, sodass der Übende wieder von neu beginnen kann, ohne die Hand vom Instrument nehmen zu müssen.
Aus Gründen von Urheberrechtsverletzungen müssen die vom Nutzer generierten Musikstücke selbst komponiert und aufgenommen werden. Der Upload von fremd-produzierten Musikbeiträgen oder Coverversionen bekannter Songs ist nicht gestattet.

## Community
Die Entwicklung des wikiloops.com-Projekt ist stark Community-getrieben und beruht zu einem großen Teil auf Spenden und Hilfsangeboten der registrierten Nutzer. Viele Funktionen des Angebots wurden gemeinsam auf Basis von Nutzerfeedback entwickelt. Die Moderation der Foren, die Übersetzungen für die unterschiedlichen Sprachversionen der Website und das Beta-Testing wird von Mitgliedern der Community durchgeführt.
Seit 2014 finden jährlich offizielle wikiloops-Treffen statt, bei denen sich User aus der Community zu einem internationalen Musiker-Treffen und Jam-Wochenende verabreden.